# 栃木県道242号矢板塩谷線
栃木県道242号矢板塩谷線（とちぎけんどう242ごう やいたしおやせん）は、栃木県矢板市と、塩谷郡塩谷町に至る一般県道（主要地方道）である。

## 概要
- 距離：5.284km
- 起点：栃木県矢板市木幡（栃木県道30号矢板那須線交点）
- 終点：栃木県塩谷郡塩谷町大字田所（栃木県道74号塩谷喜連川線交点）